# Verdrag inzake de voorkoming van verontreiniging van de zee ten gevolge van het storten van afval en andere stoffen
Het Verdrag inzake de voorkoming van verontreiniging van de zee ten gevolge van het storten van afval en andere stoffen (The Convention on the Prevention of Marine Pollution by Dumping of Wastes and Other Matter, ook wel London Convention, LC-verdrag) is een internationaal verdrag dat vervuiling op zee door het storten van afval en andere stoffen moet beperken. Het moedigt eveneens regionale overeenkomsten supplementair met de conventie aan. Het omvat het doelbewust lozen in zee van afval en andere stoffen van schepen, vliegtuigen en platformen, het omvat niet de lozingen vanop land.
Formeel is dit geen verdrag van de Internationale Maritieme Organisatie (IMO), dat echter wel als secretariaat optreedt. Het verdrag werd overeengekomen op de Conferentie van de Verenigde Naties inzake het Leefmilieu op 29 december 1972 en trad in werking op 30 augustus 1975. Op 7 november werd een nieuw protocol overeengekomen (LC PROT 1996) dat op 24 maart 2006 in werking trad. In 2016 zijn er 87 staten die de conventie ondertekend hebben. 